# Xanthoparmelia durietzii
Xanthoparmelia durietzii är en lavart som beskrevs av Hale. Xanthoparmelia durietzii ingår i släktet Xanthoparmelia och familjen Parmeliaceae.   Inga underarter finns listade i Catalogue of Life.